# Judith Merril
Judith Josephine Grossman (Boston, 21 de enero de 1923 - Toronto, 12 de septiembre de 1997) quien tomó el seudónimo de Judith Merril fue una escritora de ciencia ficción de la corriente Futuriana, editora y activista política estadounidense-canadiense, siendo una de las primeras mujeres en ser realmente influyente en dicho género. Es conocida especialmente por su serie de antologías The Year's Greatest Science Fiction and Fantasy/The Year's Best S-F (1956-1968).

## Biografía
Nació con el nombre de Judith Grossman en Boston en 1923, hija de Ethel y Samuel (Shlomo) Grossman, ambos de ascendencia judía. En 1929, al poco de haber comenzado sus estudios primarios, su padre se suicidó. En 1936, su madre encontró un trabajo en el distrito neoyorkino de El Bronx y ambas se mudaron allí. Durante su adolescencia Merril se vio atraída por las ideas del Sionismo y el Marxismo. Según escribe Virginia Kidd en la introducción de  The best of Judith Merril, su madre había sido una suffragette, fue una de las fundadoras de la organización de mujeres sionistas Hadassah y "una mujer liberada frustrada en todo momento por el mundo en el que vivía".
En 1939, Judith se graduó del Morris High School de El Bronx a los 16 años. En ese mismo año, la consecución del Pacto Ribbentrop-Mólotov le hizo replantearse sus ideales políticos y abrazar el Trotskismo. Se casó con Dan Zissman al año siguiente, tras una relación de menos de 4 meses que había comenzado cuando se conocieron en la fiesta trotskista del 4 de julio celebrada en Central Park. Su hija Merril Zissman nació en diciembre de 1942. Ese mismo año, y con el comienzo de la 2.ª Guerra Mundial, Dan es llamado a filas por la Armada de los Estados Unidos. Merril se pasa los dos siguientes años siguiendo a su marido de base naval a base naval, hasta que en 1944 la Armada, enterada de la afiliación política de Zissman, decide enviarlo al frente.
Merril vuelve entonces con su hija a Nueva York. Allí conocería al editor Robert A. W. Lowndes, uno de los fundadores del grupo de escritores, editores, artistas y aficionados a la ciencia ficción conocido como "Futurianos". En octubre de 1944, Merril conoce a través de Lowndes a Virginia Kidd, con la que trabaría una gran amistad. Más tarde ambas vivirían junto con sus hijas en un piso al oeste de la ciudad. Lowndes también introdujo a ambas a otros miembros de los Futurianos, como John B. Michel, C. M. Kornbluth, James Blish o Damon Knight. Pronto su piso se convirtió en un lugar de encuentro habitual del grupo, por lo que Merril se convirtió en una más de ellos. Bajo su influencia y conexiones, Merril comienza a escribir para revistas "pulp" y consigue un trabajo de escritora fantasma que le proporciona cierta estabilidad económica.
Finalizada la guerra, vuelve a vivir con su marido Dan en un apartamento de la calle 19th Street. Pero pronto las tensiones en el matrimonio provocan su separación. En 1946 conoce ―de nuevo a través de Lowndes― al Futuriano Frederik Pohl, que acababa de volver de su puesto militar tras la guerra. Los dos se enamoran y comienzan a vivir juntos en el apartamento de ella.
En febrero de 1948, Merril consigue el divorcio y al poco tiempo ella y Pohl se comprometen. La boda se celebra el 25 de noviembre de 1948. En 1950 nació su segunda hija Ann Pohl. La pareja se separaría en 1952 y divorciaría definitivamente al año siguiente. Su tercer y último matrimonio fue en 1960 con un marino mercante y organizador sindical llamado Daniel W. P. Sugrue, del que se separaría dos años después.
Vivió durante un año en Londres en el periodo 1966-67, relacionándose con la escena de la ciencia ficción británica "New Wave". También pasó dos breves periodos de tiempo en Japón a principios de la década de 1970, aprendiendo el idioma y la cultura japonesa mientras asesoraba en la traducción de algunas de sus obras al japonés.
A finales de la década de 1960 participó en el movimiento civil contra la Guerra de Vietnam. La violencia ejercida contra los manifestantes contrarios a la guerra durante la Convención Nacional Demócrata de 1968 en Chicago, hizo que Merril decidiera emigrar a Canadá en 1969 y estableciera su nueva residencia ―junto con su hija Ann Pohl― en la ciudad de Toronto. Merril conseguiría la ciudadanía canadiense en 1976.
En Toronto se estableció en el centro de estudios universitarios Rochdale College, que era un experimento educativo en aprendizaje cooperativo dirigido por los propios estudiantes. Allí Merril vivió durante un año, impartendo asignaturas no regladas a cambio de comida y alojamiento, y convirtiéndose en la "experta residente" de la universidad en materia de publicación y escritura. Además creó la biblioteca de Rochdale a partir de su extensa colección personal de libros y manuscritos originales de ciencia ficción, y a la que se conocería como Biblioteca Spaced Out. La biblioteca fue fundada oficialmente en julio de 1969, coincidiendo con la fiesta de celebración que Merril organizó con motivo del primer paseo por la Luna del astronauta Neil Armstrong.
En agosto de 1970 donó la Biblioteca Spaced Out ―compuesta por entonces por 5.000 documentos― a la Biblioteca Pública de Toronto. A cambio, Merril recibiría un puesto honorario de conservadora de la colección, acompañado de un pequeño estipendio. En 1990, se cambió su nombre oficial por el de "Colección Merril de ciencia ficción, especulación y fantasía" (Merril Collection of Science Fiction, Speculation and Fantasy en el original en inglés). La colección estaba compuesta en 2018 por unos 80.000 documentos, entre los que se incluyen tanto primeras ediciones como ediciones raras de ficción en tapa dura y en tapa blanda, una extensa colección de revistas de la era "pulp" así como de épocas posteriores, fanzines, colecciones de cómics, manuscritos originales, material de investigación y otros documentos. La Colección Merril es la mayor de este tipo en Canadá, y la única en estar abierta al público. Se la considera una de las mejores colecciones de ciencia ficción a nivel mundial.
En Canadá siguió participando activamente en movimientos políticos como el movimiento pacifista. Entre otros actos de protesta, Merril llegó a viajar a Ottawa disfrazada como una bruja para maldecir al Parlamento por permitir a Estados Unidos realizar pruebas con misiles de crucero atravesando el espacio aéreo canadiense.
Entre 1978 y 1981 presentó las emisiones canadienses de la serie Doctor Who. Bajo el nombre de "El Desdoctor" (Undoctor en el original), Merril hacía comentarios filosóficos y científicos sobre los temas tratados en el capítulo.
A principios de la década de 1980 donó a los Archivos Nacionales de Canadá su voluminosa colección de correspondencia, manuscritos sin publicar y  material de ciencia ficción japonesa, ―conocido como Fondo Judith Merril.
Merril falleció el 12 de septiembre de 1997 en su residencia de Toronto a consecuencia de un fallo cardiaco. Había dejado por anticipado una considerable suma de dinero para que se celebrara una fiesta conmemorativa/funeral en el Club Bamboo de Toronto. Como editora metódica que era, había preparado listas detalladas de quién debería llamar a quién cuando finalmente muriera.

## Carrera literaria
En 1944, Merril ―entonces Zissman― conoció en Nueva York a varios miembros del grupo de aficionados a la ciencia ficción conocidos como Futurianos. Algunos de ellos trabajaban como editores en revistas "pulp", y Merril empieza a escribir relatos para este tipo de publicaciones. En una carta dirigida a su marido en febrero de 1945, Merril le informa que ha vendido su primera historia a la revista Crack Detective Magazine de  Robert A. W. Lowndes, uno de los fundadores de los Futurianos. Durante esta primera etapa, solo consigue vender ocasionalmente sus historias a revistas pulp de temática detectivesca, de westerns o las publica en fanzines. En 1945 consigue un trabajo como escritora fantasma, lo que le supone una necesaria fuente de ingresos.
Tensiones entre los Futurianos hacen que el grupo se disuelva en malos términos, con Merril en uno de los dos bandos. Merril entonces comienza a explorar la ciencia ficción neoyorquina más allá de su círculo de amigos. Contacta en 1946 con Theodore Sturgeon, que formaba parte de un grupo de escritores con el que los Futurianos habían tradicionalmente antagonizado: aquellos cultivados y favorecidos por el poderoso editor de la revista Astounding Science Fiction John W. Campbell. La relación con Sturgeon le llevó a plantearse a escribir seriamente, y es a partir de esa época cuando comienza a firmar sus obras bajo el pseudónimo literario de Judith Merril.
La primera historia de ciencia ficción que consiguió publicar, ya con su nuevo pseudónimo, fue "That Only a Mother". Este perturbador relato está ambientado en una hipotética Tercera Guerra Mundial, y cuenta la historia de una mujer que da a luz a una hija con serias deformidades debido al envenenamiento por radiación, a la que no obstante ama con todo su corazón. Esta conmovedora historia está escrita desde una perspectiva femenina, algo inusual en aquella época. Según relata Pohl, el agente literario de Merril esperaba poder vender el relato a alguna gran revista generalista por una buena suma de dinero, pero todas ellas la rechazaron debido a la crudeza de la narración o para evitar consecuencias políticas ante el creciente temor a la amenaza nuclear que suponía la Guerra Fría. Finamente, "That Only a Mother" fue comprado por John W. Campbell, y publicado en el número de junio de 1948 de Astounding Science Fiction, consiguiendo un éxito inmediato.
Su siguiente relato publicado fue "Death Is the Penalty" (Astounding, enero de 1949). En 1950 Bantam Books publicó su primer trabajo como editora, la antología Shot in the Dark, en la que aparecen relatos de escritores de la época como el propio Sturgeon, Leigh Brackett, Fredric Brown, Robert A. Heinlein, Henry Kuttner y C. L. Moore, Anthony Boucher, Murray Leinster, Isaac Asimov, William Tenn y Ray Bradbury, clásicos como H. G. Wells, Jack London y Edgar Allan Poe, y excompañeros Futurianos como John B. Michel o su por entonces marido Frederik Pohl. También de 1950 es su cuento "Barrier of Dread", que publicó Lowndes en su revista Future Combined. También por entonces aparece su primera novela Shadow on the Hearth (Doubleday, 1950).

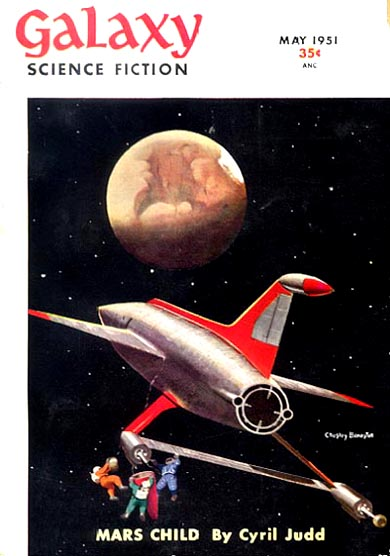
La primera entrega de Mars Child en la portada de mayo de 1951 de Galaxy Science Fiction

Merril continuó publicando ficción breve, mayoritariamente en revistas de otros ex-Futurianos. "Survival Ship" apareció en enero de 1951 en la efímera Worlds Beyond de Damon Knight, y "Woman's Work Is Never Done!" (marzo de 1951) nuevamente en la Future Combined de Lowndes. De esta época es su primera colaboración con el buen amigo de su marido C. M. Kornbluth. Merril y Kornbluth publicaron bajo el pseudónimo de Cyril Judd dos novelas, la primera de ellas Mars Child, que apareció serializada en los números de mayo, junio y julio de 1951 de la revista Galaxy Science Fiction. Esta novela apareció publicada independientemente bajo el título de Outpost to Mars en 1952, y una versión revisada apareció en 1961 con el de Sin in Space. La otra colaboración de Merril y Kornbluth fue Gunner Cade, serializada en los números de marzo, abril y mayo de 1952 de Astounding y posteriormente publicada como novela independiente (Simon & Schuster, 1952).
Fue cofundadora del Hydra Club en esta época y su historia "Dead Center" (The Magazine of Fantasy & Science Fiction, noviembre de 1954) es uno de solo dos cuentos que fueron tomados por la revista mencionada en la sección "Best American Short Stories" editada por Martha Foley en los años 1950.
En 1956 Merril empezó a editar la serie de antologías anuales SF: The Year's Greatest Science Fiction and Fantasy (a partir de 1960 el título pasó a ser The Year's Best S-F). La serie se extendió hasta 1968 y produjo doce volúmenes, alcanzando gran notoriedad. Merril seleccionó para dichas antologías numerosas historias publicadas fuera de los canales habituales de las revistas de ciencia ficción a los que estaban acostumbrados los aficionados. También se encargó de la influyente columna mensual de reseña de libros de la revista The Magazine of Fantasy & Science Fiction (F&SF) a partir del número de marzo de 1965. Desde dicha columna y desde las introducciones de sus antologías abogó por la sustitución del término "ciencia ficción" por el de "ficción especulativa". También planteó que la ciencia ficción debía dejar de aislarse e incorporarse a la corriente general de la literatura. Su marcha de Estados Unidos en 1968 significó tanto el fin de la serie antológica ―el anunciado decimotercer volumen SF13 nunca llegó a publicarse― como de su participación en F&SF.
Una vez establecida en Canadá, también trabajó activamente para organizar y promocionar la ciencia ficción allí. Entre otras acciones, fundó la red de escritores "Hydra North" en 1984, a semejanza del neoyorquino "Club Hydra" de su juventud. Y en 1985 lanzó y editó Tesseract, la primera antología de ciencia ficción canadiense que ayudó a definir un estilo de género propio. Permaneció activa en el mundo de la ciencia ficción como comentarista y mentora, y dedicó los últimos años de su vida a escribir sus memorias. Estas fueron finalizadas y publicadas póstumamente por su nieta Emily Pohl-Weary bajo el título Better to Have Loved: The Life of Judith Merril (Between the Lines, 2002). El libro recibió el premio Hugo al mejor trabajo relacionado en 2003, siendo este el único Hugo que Merril recibiera en su dilatada e importante carrera.
En 2005 se publicó una antología completa de la ficción breve de Merril titulada Homecalling and Other Stories: The Complete Solo Short SF of Judith Merril (NESFA Press, 2005), en la que se recogen los 26 relatos y novelas cortas que la autora escribió en solitario.

## Obra
Novelas
- Shadow on the Hearth (1950)
- Outpost Mars (1952) junto con C. M. Kornbluth (juntos como Cyril Judd); reimpreso como Sin in Space (1961)
- Gunner Cade (1952) junto con C. M. Kornbluth (juntos como Cyril Judd)
- The Tomorrow People (1960)

Colecciones de relatos
- Out of Bounds (1960)
- Daughters of Earth: Three Novels (1968); reimpreso como Daughters of Earth and Other Stories (1985)
- Survival Ship and Other Stories (1974)
- The Best of Judith Merril (1976)
- Homecalling and Other Stories: The Complete Solo Short SF of Judith Merril (2005); editado por Elisabeth Carey

Antologías
- Shot in the Dark (1950)
- Beyond Human Ken (1952)
- Tomorrow, the Stars (1952) junto con Frederik Pohl, Truman Talley, Walter Bradbury y Robert A. Heinlein
- Beyond the Barriers of Space and Time (1954)
- Human? (1954)
- Galaxy of Ghouls (1955)
- SF: The Year's Greatest Science Fiction and Fantasy (1956)
- SF '57: The Year's Greatest Science Fiction and Fantasy (1957)
- SF '58: The Year's Greatest Science Fiction and Fantasy (1958)
- SF '59: The Year's Greatest Science Fiction and Fantasy (1959)
- The 5th Annual of the Year's Best S-F (1960)
- The 6th Annual of the Year's Best S-F (1961)
- The 7th Annual of the Year's Best S-F (1962)
- The 8th Annual of the Year's Best S-F (1963)
- The 9th Annual of the Year's Best S-F (1964)
- The 10th Annual of the Year's Best S-F (1965)
- The Year's Best S-F 11th Annual Edition (1966)
- SF12 (1968)
- England Swings SF (1968)
- Tesseracts (1985)

Ficción breve
- "That Only A Mother" (1948)
- "Death is the Penalty" (1949)
- "Barrier of Dread" (1950)
- "Survival Ship" (1951)

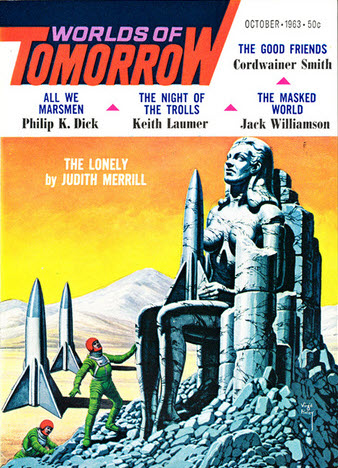
El relato "The Lonely" apareció en la portada de Worlds of Tomorrow de octubre de 1963

- "Woman"'s Work is Never Done (1951)
- "Daughters of Earth" (1952)
- "Hero's Way" (1952)
- "Whoever You Are" (1952)
- "A Little Knowledge" (1953)
- "So Proudly We Hail" (1953)
- "A Big Man with the Girls" (1953) con Frederik Pohl
- "Sea-Change" (1953) con C. M. Kornbluth (juntos como Cyril Judd)
- "Peeping Tom" (1954)
- "Rain Check" (1954)
- "Stormy Weather" (1954)
- "Connection Completed" (1954)
- "Dead Center" (1954)
- "Pioneer Stock" (1955)
- "Project Nursemaid" (1955)
- "Exile From Space" (1956)
- "Homecalling" (1956)
- "The Lady Was a Tramp" (1957)
- "A Woman of the World" (1957)
- "Wish Upon a Star" (1958)
- "Death Cannot Wither" (1959)
- "The Deep Down Dragon" (1961)
- "The Shrine of Temptation" (1962)
- "The Lonely" (1963)
- "In the Land of Unblind" (1974)
- "The Future of Happiness" (1979)

## Premios y reconocimientos
Merril recibió dos premios canadienses Aurora a los logros de toda una vida en 1983 y 1986. También recibió un premio Milford en 1991 por la labor de toda una vida en el campo de la publicación y/o edición. La asociación de escritores de ciencia ficción y fantasía de Estados Unidos (SFWA) la nombró Autora Emérita en 1997. En 2013 fue incluida en el Salón de la Fama de la Ciencia Ficción. Su libro de memorias Better to Have Loved: The Life of Judith Merril (2002), publicado póstumamente por su nieta Emily Pohl-Weary, fue finalista del premio Locus y ganó el premio Hugo al mejor trabajo relacionado en 2003. En 2016 fue seleccionada para el premio Redescubrimiento Cordwainer Smith.
| Año  | Obra                                            | Premio                                         | Resultado | Notas                      |
| ---- | ----------------------------------------------- | ---------------------------------------------- | --------- | -------------------------- |
| 1983 |                                                 | Premio Aurora a los logros de toda una vida    | Ganadora  |                            |
| 1986 |                                                 | Premio Aurora a los logros de toda una vida    | Ganadora  |                            |
| 1991 |                                                 | Premio Milford por los logros de toda una vida | Ganadora  |                            |
| 1997 |                                                 | Premio SFWA Autor Emérito                      | Ganadora  |                            |
| 2003 | Better to Have Loved: The Life of Judith Merril | Premio Locus al mejor libro de no-ficción      | Finalista | junto con Emily Pohl-Weary |
| 2003 | Better to Have Loved: The Life of Judith Merril | premio Hugo al mejor trabajo relacionado       | Ganadora  | junto con Emily Pohl-Weary |
| 2016 |                                                 | Premio Cordwainer Smith                        | Ganadora  |                            |